# Void of Silence
«Void of Silence» — итальянская студийная метал-группа, образованная в январе 1999 года в итал. Caltanissetta (название города переводится как «мрачная песнь», что, возможно, и предопределило направление творчества участников группы). Их музыкальный стиль соединяет в себе элементы дум-метала и традиции дарк-эмбиента, индастриала.

## История
Представители двух разных направлений итальянского андеграунда: Рикардо Конфорти, ударник из Обливиона и нынешний барабанщик Сириона, Дарк-Эмбиентного проекта, принёсшего ему имя, и Айван Зара из Mistical Realms. Toward the dusk — первая работа группы, написанная между ноябрём 1999 и июнем 2000 задала направление всему позднейшему творчеству.
С апреля 2001 группа выпускается под лейблом Code666. C августа 2000 по ноябрь 2001 записывается второй альбом Сriteria ov 666. Звучание вновь выходит тяжёлым, так как близкий друг участников группы совершает ритуальное самоубийство.
Наибольшую популярность из позднейших записанных песен получила CXVIII c альбома Human Antithesis.